# Pavel z Tarsu

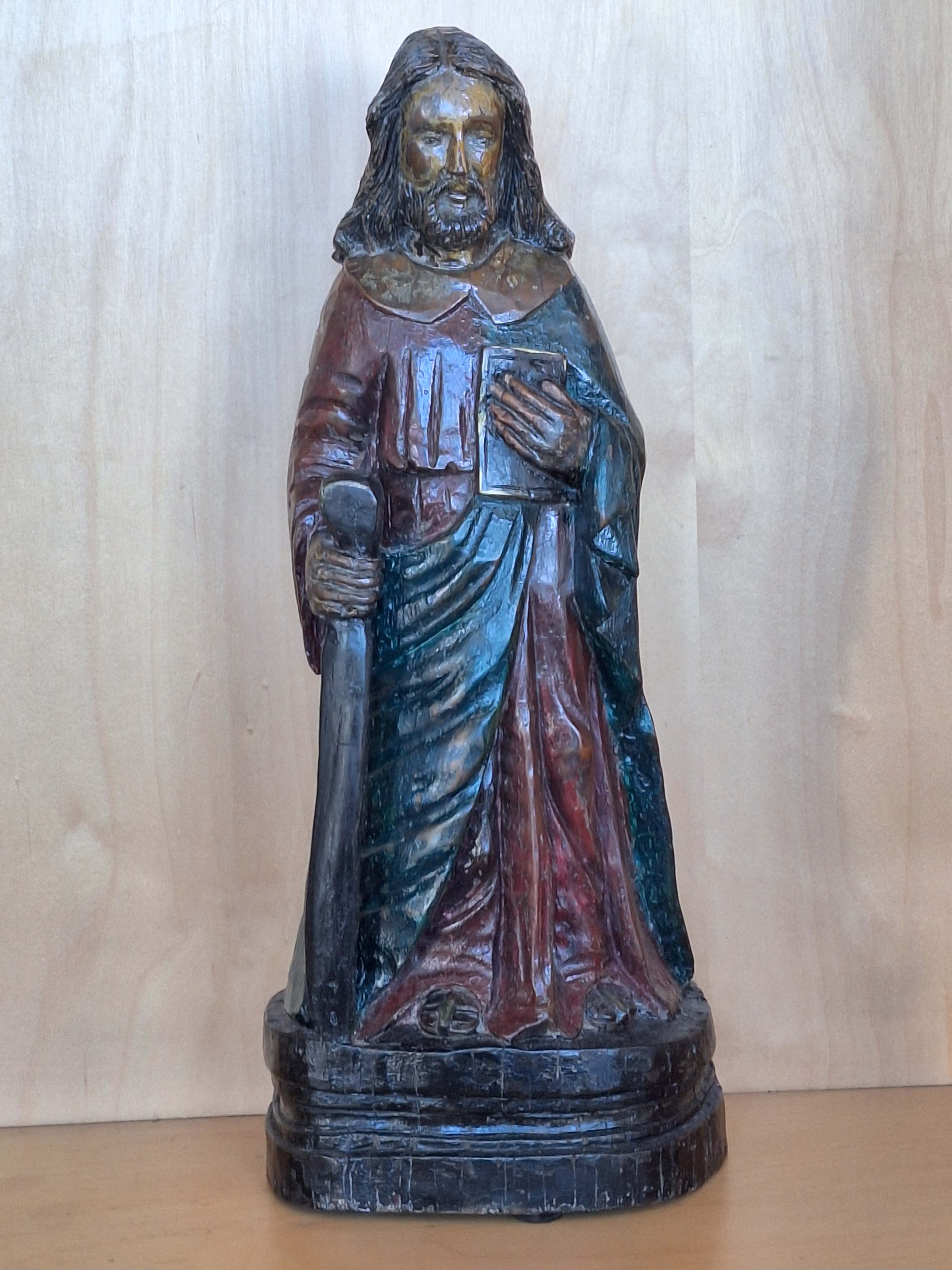
Svatý Pavel nesoucí meč a knihu, vyřezávaná a malovaná dřevěná socha, 19. století

Svatý Pavel z Tarsu či apoštol Pavel (hebrejsky שָׁאוּל מִטַּרְסוֹס‎ – Ša’ul mi-Tarsos; česky také Saul či Šavel) je jedna z nejdůležitějších biblických postav, o jejíchž osudech vypráví Nový zákon. Je řazen mezi apoštoly, přestože mezi původních dvanáct nepatřil a s Ježíšem se osobně nesetkal, kromě zázraku obrácení na cestě do Damašku. Jeho zásluhou se křesťanství začalo šířit mezi pohany a stalo se světovým náboženstvím. Proto je často považován za faktického zakladatele křesťanství. Podle tradice je autorem 14 listů Nového zákona, z nichž 7 se mu připisuje i dnes.

## Život

### Prameny
Jako i o některých jiných biblických postavách máme o Pavlově životě jen zprávy z Nového zákona, a to dvojího druhu: jednak z Pavlových listů (zejména List Galatským), jednak z knihy Skutků. Jejich líčení se místy neshoduje, například spor s Petrem v Antiochii, který Pavel popisuje v Ga 2, 11 (Kral, ČEP), kniha Skutků vůbec nezmiňuje a otevření křesťanství pro pohany připisuje Petrovi (Sk 11 (Kral, ČEP); Sk 15, 7 (Kral, ČEP)). Většina badatelů proto pokládá zprávy Pavlových listů za spolehlivější. Od 2. století však už je u křesťanských autorů zmínek a zpráv o Pavlovi hodně, jak to odpovídá jeho významu pro rané křesťanství.

### Mládí
Saul se narodil do židovské rodiny Sk 22, 28 (Kral, ČEP) ve městě Tarsus Sk 21, 39 (Kral, ČEP) na jižním pobřeží dnešního Turecka, které bylo významným politickým i obchodním střediskem. Získal dobré vzdělání a mluvil velmi dobrou řečtinou, jak ukazují jeho listy. Jako věrný Žid a farizej Sk 23, 6 (Kral, ČEP), Flp 3, 5 (Kral, ČEP) studoval v Jeruzalémě u slavného rabína Gamaliela. Když ve svých řecky psaných listech cituje Starý zákon, pak jej cituje buď podle Septuaginty, nebo si jej překládá sám z hebrejštiny. Už roku 66 př. n. l. dostali všichni občané Tarsu římské občanství, které Pavlovi nejednou usnadnilo situaci (Sk 21, 39 (Kral, ČEP)), někdy mu dokonce i zachránilo život (Sk 22, 27 (Kral, ČEP)).

### Obrácení na křesťanství
Když se první křesťané po ukamenování diakona Štěpána, u kterého byl Saul přítomen, rozprchli do Judska a Samaří, protože se v Jeruzalémě necítili bezpečně, začal i Saul cestovat po Judsku a pronásledovat stoupence tohoto hnutí. Když byl na cestě do Damašku, kde měl zatknout tamější křesťany, byl cestou oslepen světlem z nebe a slyšel promluvit hlas: „Saule, proč mě pronásleduješ?“. V Damašku jej slepoty zbavil dotekem muž jménem Ananiáš, kterého tím Ježíš pověřil ve vidění. Tento okamžik znamenal zlom v jeho životě i v dějinách křesťanství. Pavel přijal křesťanskou víru, kterou do té doby pronásledoval. Nejprve se stáhl do ústraní (podle Ga 1, 17 (Kral, ČEP) odešel do Arábie), několik let žil v Damašku (kde se naučil řemeslu šití stanů?), posléze se připojil k misijním skupinám a začal kázat.
Někteří muslimové však zastávali názor, že Pavel ve skutečnosti nikdy nebyl vyznavačem křesťanství, ale byl pouze najat židovskými učenci, „aby přijal Ježíšovo náboženství a jeho následovníky svedl k vyznání, že Ježíš je Bůh“, čímž mělo být vzmáhající se křesťanství v očích židů, kteří se hlásí k čistému monoteismu, jednou provždy zdiskreditováno. Jiný názor na celou záležitost měli ale ebionité, kteří podle Epifania ze Salaminy († 403) údajně prohlašovali, že Pavel byl původem Řek, který se usadil v Jeruzalémě, kde se zamiloval do dcery židovského kněze. Aby ji získal, podstoupil gijur a nechal se obřezat. „Když se mu pak dívku nepodařilo dobýt, popadl jej vztek a začal brojit proti obřízce a proti šabatu a Zákonu.“

### Misijní cesty

Misijní cesty apoštola Pavla od cesty do Damašku v roce 33, kde přijal křesťanskou víru, až po zatčení v Jeruzalémě.

Podle líčení knihy Skutků podnikl Pavel s pomocníky tři misijní cesty, při nichž navštěvoval židovské obce v diaspoře, ve městech mimo zemi Izrael, kázal evangelium a zakládal křesťanské obce. Na první cestě z Antiochie navštívil patrně Kypr a Perge, Antiochii Pisidskou a Derbe v Malé Asii. Druhá vedla z Jeruzaléma přes Antiochii, Tarsus, Galatii, Troadu, Filippi, Tessaloniku do Athén a odtud přes Efesos a Milétos po moři zpět do Jeruzaléma. Na třetí cestě z Antiochie navštívil Tarsus, Kapadokii, Antiochii Pisidskou, Efesos a Athény a po moři opět do Týru a Jeruzaléma.
Rozdělení a uspořádání těchto cest je podle některých autorů teprve dílem autora knihy Skutků. V letech 50–52 žil Pavel patrně v Korintu, v letech 52–54 a v roce 56 v Efesu, snad roku 57 přišel do Jeruzaléma, kde byl zatčen. Dva roky byl vězněn v Cesareji a kolem roku 60 byl dopraven do Říma, kde žil dva roky v domácím vězení. Zda se mu podařilo navštívit dnešní Španělsko, jak chtěl, není známo.

### Smrt
Podle staré tradice byl popraven v Římě – snad v místě Tre Fontane (ad Aquas Salvias) jižně od města, kde dnes stojí trapistický klášter s kostelem sv. Pavla – někdy mezi roky 64–67. Nejprve byl pohřben v katakombách u Via Appia, později pochován pod římskou Bazilikou sv. Pavla za hradbami – v sarkofágu umístěném pod papežským oltářem. Archeologický průzkum provedený v roce 2009 prokázal, že v (nepřístupném) sarkofágu je skutečně slavnostně pohřben muž z 1.–2. století.

## Listy Nového zákona
Z listů (dopisů) obsažených v Novém zákoně mu tradice připisuje celkem 13, resp. 14:
- List Římanům
- První list Korintským
- Druhý list Korintským
- List Galatským
- List Efezským +
- List Filipským
- List Koloským +
- První list Tesalonickým
- Druhý list Tesalonickým +
- První list Timoteovi +
- Druhý list Timoteovi +
- List Titovi +
- List Filemonovi a často i
- List Židům. +

Z těchto listů se za autenticky Pavlovy považuje obvykle sedm, a to Římanům, oba listy Korintským, Galatským, Filipským, 1. Tesalonickým a Filemonovi. Nejstarší z nich, 1. Tesalonickým, vzniklý krátce po roce 50, je také nejstarší spis Nového zákona. Zbývající listy (označené +) snad napsal někdo z jeho žáků.
Existují také argumenty, že Pavel je autorem všech knih Nového zákona, které nesou jeho jméno.
Pavlovy listy odrážejí jeho učení a život jednotlivých společenství, která Pavel sám založil a o která se i nadále staral a udržoval s nimi kontakt formou dopisů. Obsahují konkrétní situace, povzbuzení a napomenutí jeho bratrům a sestrám. Jeho jednotlivé názory a teologická hlediska se stala základem křesťanského náboženství – například myšlenka, že člověk není ospravedlněn svými skutky, ale milostí. Pavel také vynaložil velké úsilí na obrácení Židů na novou víru, a i když nabádal k mírnosti, jeho listy obsahují řadu protižidovských útoků, včetně obvinění Židů ze smrti Ježíše Krista. Kvůli křesťanské interpretaci jeho misijního úsilí a zvláště jeho vztahu k zákonu je Pavel některými židy považován za „geniálního odpůrce Tóry“.